# Brett Hayman
Brett Hayman, född den 3 maj 1972 i Melbourne i Australien, är en australisk roddare.
Han tog OS-silver i åtta med styrman i samband med de olympiska roddtävlingarna 2000 i Sydney.